# لیگ برتر پرتغال ۲۴–۲۰۲۳
لیگ برتر فوتبال پرتغال ۲۴–۲۰۲۳ نودمین فصل لیگ برتر پرتغال  به عنوان رقابت های برتر فوتبال در پرتغال است. این مسابقات در ۱۱ اوت ۲۰۲۳ شروع شده و در ۲۰ مه ۲۰۲۴ پایان خواهد یافت.